# Torneo di Wimbledon 1995
Il Torneo di Wimbledon 1995 è stata la 109ª edizione del Torneo di Wimbledon e terza prova stagionale dello Slam per il 1995.Si è giocato dal 26 giugno al 9 luglio 1995. Il torneo ha visto vincitore nel singolare maschile lo statunitense Pete Sampras che ha sconfitto in finale in 4 set il tedesco Boris Becker col punteggio di 6(5)-7, 6-2, 6-4, 6-2.
Nel singolare femminile si è imposta la tedesca Steffi Graf che ha battuto in finale in 3 set la spagnola Arantxa Sánchez Vicario. Nel doppio maschile hanno trionfato gli australiani Todd Woodbridge e Mark Woodforde, il doppio femminile è stato vinto dalla coppia formata da Jana Novotná e Arantxa Sánchez Vicario e nel doppio misto hanno vinto Martina Navrátilová con Jonathan Stark.

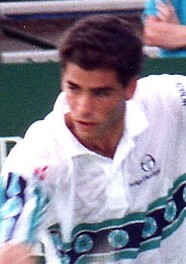
Pete Sampras vincitore per la 3ª volta consecutiva a Wimbledon

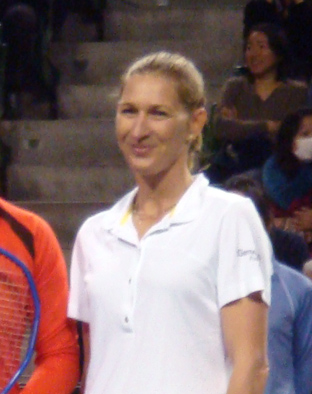
Steffi Graf vince per la 6ª volta a Wimbledon

## Risultati

### Singolare maschile
Pete Sampras ha battuto in finale  Boris Becker col punteggio di 6(5)–7, 6–2, 6–4, 6–2

### Singolare femminile
Steffi Graf ha battuto in finale  Arantxa Sánchez Vicario col punteggio di 4–6, 6–1, 7–5

### Doppio maschile
Todd Woodbridge /  Mark Woodforde hanno battuto in finale  Rick Leach /  Scott Melville col punteggio di 7–5, 7–6(8), 7–6(5)

### Doppio femminile
Jana Novotná /  Arantxa Sánchez Vicario hanno battuto in finale  Gigi Fernández /  Nataša Zvereva col punteggio di 5–7, 7–5, 6–4

### Doppio misto
Martina Navrátilová /  Jonathan Stark hanno battuto in finale  Gigi Fernández /  Cyril Suk col punteggio di 6–4, 6–4

## Junior

### Singolare ragazzi
Olivier Mutis ha battuto in finale  Nicolas Kiefer col punteggio di 6–2, 6–2

### Singolare ragazze
Aleksandra Olsza ha battuto in finale  Tamarine Tanasugarn col punteggio di 7–5, 7–6(6)

### Doppio ragazzi
Martin Lee /  James Trotman hanno battuto in finale  Alejandro Hernández /  Mariano Puerta col punteggio di 7–6(2), 6–4

### Doppio ragazze
Cara Black /  Aleksandra Olsza hanno battuto in finale  Trudi Musgrave /  Jodi Richardson col punteggio di 6–0, 7–6(5)